# Floridas flag
Floridas flag er hvidt med et rødt andreaskors og med delstatens segl i midten. Flaget blev formelt vedtaget 8. november 1966, men har været i brug siden 6. november 1900. Før dette benyttede Florida et hvidt flag med delstatsseglet i midten. Dette blev indført i 1868, men fik indført det røde kors i 1900. Flaget blev sidste gang ændret i detaljerne i 1985.
Det røde andreaskors på det hvide flag, benyttes også i nabostaten Alabamas flag. Der står det som et symbol på Amerikas Konfødererede Stater, noget som også kan anføres for Floridas vedkommende, men som ikke er så klart som i det andet tilfælde. I Floridas tilfælde refererer det røde kors højst sandsynligt til det lignende, savtakkede Burgunderkors der blev benyttet af det Spanske Imperium, hvilket statens territorium var en del af indtil 1820erne. 